# Gaiapolis
Gaiapolis (Conocido en Japón como ガイアポリス －黄金鷹の剣－, Gaiapolis: Sword of the Golden Falcon) es un videojuego arcade que fue lanzada por Konami en mayo de 1993.
- Datos: Q5516990